# Vladimir Jovanović (Politiker)

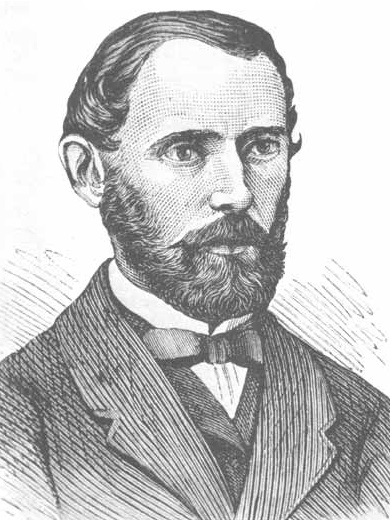
Vladimir Jovanović

Vladimir Jovanović (serbisch-kyrillisch Владимир Јовановић; * 28. September 1833 in Šabac; † 3. März 1922 in Belgrad) war ein serbischer Staatsmann und Schriftsteller.
Jovanović studierte in Wien und Berlin und wurde 1856 Professor der Nationalökonomie an der landwirtschaftlichen Akademie in Topčider. Er nahm 1858 maßgeblichen Anteil an der Vertreibung des Fürsten Aleksandar Karađorđević, wurde von Miloš Obrenović zum Sekretär im Finanzministerium und zum Redakteur des Amtsblattes ernannt, aber seiner radikalen Tendenzen wegen bald entlassen und lebte dann in Belgien, England, Italien und in der Schweiz, wo er in Genf von 1864 bis 1866 die serbisch-französische Zeitung Sloboda – La Liberté herausgab.
Nachdem er darauf kurze Zeit Professor an der Belgrader Hochschule gewesen war, schloss er sich der Omladina an und wurde Mitredakteur des Zastava. Er wurde der Teilnahme an der Ermordung des Fürsten Mihailo Obrenović angeklagt, aber freigesprochen, begab sich wieder ins Ausland und kehrte erst 1872 wieder nach Serbien zurück, wo er nun in den Staatsdienst trat und Mitglied der Skupština, des serbischen Landtags, wurde.
Beim Ausbruch des Serbisch-Osmanischen Kriegs 1876 zum Finanzminister ernannt, brachte er die zur Kriegführung nötige Anleihe zustande und führte die Prägung serbischer Goldmünzen nach dem Münzfuß der Lateinischen Münzunion ein. Nachdem er Ende 1879 entlassen worden war, wurde er Präsident des Rechnungshofs, dann im Juni 1880 wieder Finanzminister, trat aber noch im Oktober 1880 mit dem Kabinett Jovan Ristić zurück.
Außer nationalökonomischen und politischen Schriften in serbischer Sprache (darunter Übersetzungen von Werken St. Mills und Roschers) schrieb Jovanović Les Serbes et le mission de la Serbie dans l'Europe d'orient (Paris 1870), The emancipation and unity of the Serbian nation (Genf 1873) u. a.
Sein Sohn Slobodan Jovanović (1869–1958) war ein bekannter Jurist, Historiker und Politiker.
Dieser Artikel basiert auf einem gemeinfreien Text aus Meyers Konversations-Lexikon, 4. Auflage von 1888 bis 1890.
| Personendaten    | Personendaten                            |
| ---------------- | ---------------------------------------- |
| NAME             | Jovanović, Vladimir                      |
| ALTERNATIVNAMEN  | Јовановић, Владимир (serbisch)           |
| KURZBESCHREIBUNG | serbischer Staatsmann und Schriftsteller |
| GEBURTSDATUM     | 28. September 1833                       |
| GEBURTSORT       | Šabac                                    |
| STERBEDATUM      | 3. März 1922                             |
| STERBEORT        | Belgrad                                  |